# Temporada 1989-1990 del FC Barcelona
La temporada 1989/90 va ser la 91ª del FC Barcelona en què el club va guanyar la Copa del Rei davant el Reial Madrid al que va derrotar per 2-0, evitant la destitució de Johan Cruyff que estava molt qüestionat. Les dades més destacades de la temporada són les següents:

## Plantilla
| N. | Pos. | Nac. | Jugador                      |
| -- | ---- | --- | ---------------------------- |
| -  | POR  | [[Fitxer:Flag of Spain.svg\|23x15px\|border \|alt=Espanya\|link=Selecció de futbol d'Espanya\|{{#if:\|]]                          | Juan Carlos Unzué            |
| -  | POR  | [[Fitxer:Flag of Spain.svg\|23x15px\|border \|alt=Espanya\|link=Selecció de futbol d'Espanya\|{{#if:\|]]                          | Andoni Zubizarreta           |
| -  | DEF  | [[Fitxer:Flag of Spain.svg\|23x15px\|border \|alt=Espanya\|link=Selecció de futbol d'Espanya\|{{#if:\|]]                          | José Ramón Alexanko (capità) |
| -  | DEF  | [[Fitxer:Flag of Brazil.svg\|23x15px\|border \|alt=Brasil\|link=Selecció de futbol del Brasil\|{{#if:\|]]                         | Aloísio                      |
| -  | DEF  | [[Fitxer:Flag of the Netherlands.svg\|23x15px\|border \|alt=Països Baixos\|link=Selecció de futbol dels Països Baixos\|{{#if:\|]] | Ronald Koeman                |
| -  | DEF  | [[Fitxer:Flag of Spain.svg\|23x15px\|border \|alt=Espanya\|link=Selecció de futbol d'Espanya\|{{#if:\|]]                          | Ricardo Serna                |
| -  | DEF  | [[Fitxer:Flag of Catalonia.svg\|23x15px\|border \|alt=Catalunya\|link=Selecció de futbol de Catalunya\|{{#if:\|]]                 | Sergi                        |
| -  | DEF  | [[Fitxer:Flag of Catalonia.svg\|23x15px\|border \|alt=Catalunya\|link=Selecció de futbol de Catalunya\|{{#if:\|]]                 | Miquel Soler                 |
| -  | DEF  | [[Fitxer:Flag of Spain.svg\|23x15px\|border \|alt=Espanya\|link=Selecció de futbol d'Espanya\|{{#if:\|]]                          | Luis López Rekarte           |

| N. | Pos. | Nac. | Jugador           |
| -- | ---- | --- | ----------------- |
| -  | MIG  | [[Fitxer:Flag of the Valencian Community (2x3).svg\|23x15px\|border \|alt=País Valencià\|link=Selecció de futbol del País Valencià\|{{#if:\|]] | Guillermo Amor    |
| -  | MIG  | [[Fitxer:Flag of Spain.svg\|23x15px\|border \|alt=Espanya\|link=Selecció de futbol d'Espanya\|{{#if:\|]]                                       | José Mari Bakero  |
| -  | MIG  | [[Fitxer:Flag of Spain.svg\|23x15px\|border \|alt=Espanya\|link=Selecció de futbol d'Espanya\|{{#if:\|]]                                       | Eusebio           |
| -  | MIG  | [[Fitxer:Flag of Spain.svg\|23x15px\|border \|alt=Espanya\|link=Selecció de futbol d'Espanya\|{{#if:\|]]                                       | Luis Milla        |
| -  | MIG  | [[Fitxer:Flag of the Valencian Community (2x3).svg\|23x15px\|border \|alt=País Valencià\|link=Selecció de futbol del País Valencià\|{{#if:\|]] | Robert            |
| -  | MIG  | [[Fitxer:Flag of Spain.svg\|23x15px\|border \|alt=Espanya\|link=Selecció de futbol d'Espanya\|{{#if:\|]]                                       | Urbano            |
| -  | DAV  | [[Fitxer:Flag of Spain.svg\|23x15px\|border \|alt=Espanya\|link=Selecció de futbol d'Espanya\|{{#if:\|]]                                       | Txiki Begiristain |
| -  | DAV  | [[Fitxer:Flag of Spain.svg\|23x15px\|border \|alt=Espanya\|link=Selecció de futbol d'Espanya\|{{#if:\|]]                                       | Julio Salinas     |
| -  | DAV  | [[Fitxer:Flag of Denmark.svg\|23x15px\|border \|alt=Dinamarca\|link=Selecció de futbol de Dinamarca\|{{#if:\|]]                                | Michael Laudrup   |
| -  | DAV  | [[Fitxer:Flag of Spain.svg\|23x15px\|border \|alt=Espanya\|link=Selecció de futbol d'Espanya\|{{#if:\|]]                                       | Onésimo           |
| -  | DAV  | [[Fitxer:Flag of Catalonia.svg\|23x15px\|border \|alt=Catalunya\|link=Selecció de futbol de Catalunya\|{{#if:\|]]                              | Jordi Roura       |
| —  | DAV  | [[Fitxer:Flag of Spain.svg\|23x15px\|border \|alt=Espanya\|link=Selecció de futbol d'Espanya\|{{#if:\|]]                                       | Valderde          |

### Altes

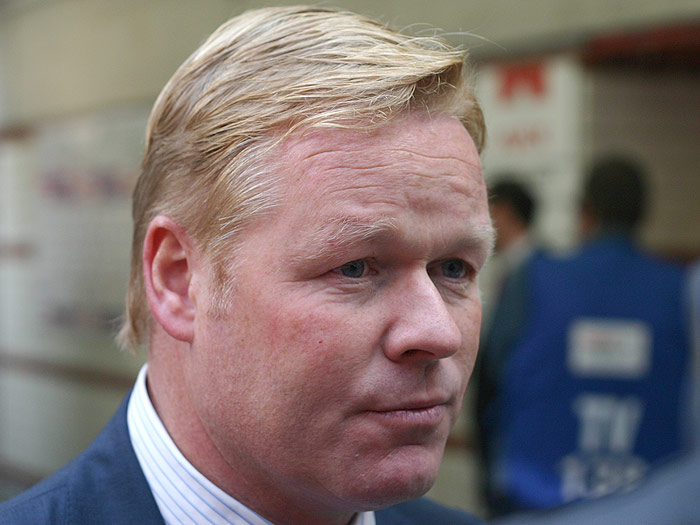
Després de tres temporades amb el PSV, Ronald Koeman va fitxar pel Barcelona.

| N. | Pos. | Nac. | Jugador                                                   |
| -- | ---- | --- | --------------------------------------------------------- |
| -  | DEF  | [[Fitxer:Flag of the Netherlands.svg\|23x15px\|border \|alt=Països Baixos\|link=Selecció de futbol dels Països Baixos\|{{#if:\|]] | Ronald Koeman (1.000 milions de pesetes, del PSV)         |
| -  | DAV  | [[Fitxer:Flag of Denmark.svg\|23x15px\|border \|alt=Dinamarca\|link=Selecció de futbol de Dinamarca\|{{#if:\|]]                   | Michael Laudrup (220 milions de pesetes, del Juventus FC) |
| -  | DAV  | [[Fitxer:Flag of Spain.svg\|23x15px\|border \|alt=Espanya\|link=Selecció de futbol d'Espanya\|{{#if:\|]]                          | Onésimo (25 milions de pesetes, del Cadis CF)             |

### Baixes
| N. | Pos. | Nac. | Jugador                                           |
| -- | ---- | --- | ------------------------------------------------- |
| -  | DEF  | [[Fitxer:Flag of Spain.svg\|23x15px\|border \|alt=Espanya\|link=Selecció de futbol d'Espanya\|{{#if:\|]]          | Migueli (retirat)                                 |
| -  | DAV  | [[Fitxer:Flag of Spain.svg\|23x15px\|border \|alt=Espanya\|link=Selecció de futbol d'Espanya\|{{#if:\|]]          | Carrasco (al FC Sochaux)                          |
| -  | DAV  | [[Fitxer:Flag of Paraguay.svg\|23x15px\|border \|alt=Paraguai\|link=Selecció de futbol del Paraguai\|{{#if:\|]]   | Romerito (al Club Puebla)                         |
| -  | DAV  | [[Fitxer:Flag of England.svg\|23x15px\|border \|alt=Anglaterra\|link=Selecció de futbol d'Anglaterra\|{{#if:\|]]  | Gary Lineker (al Tottenham Hotspur FC)            |
| -  | DAV  | [[Fitxer:Flag of England.svg\|23x15px\|border \|alt=Anglaterra\|link=Selecció de futbol d'Anglaterra\|{{#if:\|]]  | Mark Hughes (al Manchester United FC)             |
| -  | DEF  | [[Fitxer:Flag of Spain.svg\|23x15px\|border \|alt=Espanya\|link=Selecció de futbol d'Espanya\|{{#if:\|]]          | Salva (al Logroñés)                               |
| -  | DEF  | [[Fitxer:Flag of Spain.svg\|23x15px\|border \|alt=Espanya\|link=Selecció de futbol d'Espanya\|{{#if:\|]]          | Cristóbal Parralo (al Logroñés)                   |
| -  | DEF  | [[Fitxer:Flag of Spain.svg\|23x15px\|border \|alt=Espanya\|link=Selecció de futbol d'Espanya\|{{#if:\|]]          | Manolo Hierro (al Betis)                          |
| —  | DAV  | [[Fitxer:Flag of Spain.svg\|23x15px\|border \|alt=Espanya\|link=Selecció de futbol d'Espanya\|{{#if:\|]]          | Ion Andoni Goikoetxea (Cedit a la Reial Societat) |
| -  | DAV  | [[Fitxer:Flag of Catalonia.svg\|23x15px\|border \|alt=Catalunya\|link=Selecció de futbol de Catalunya\|{{#if:\|]] | Paco Clos (al Reial Múrcia)                       |

### Jugadors del filial
Jugadors amb fitxa del filial que van disputar algun minut en partit oficial aquesta temporada:
| N. | Pos. | Nac. | Jugador        |
| -- | ---- | --- | -------------- |
| -  | POR  | [[Fitxer:Flag of Spain.svg\|23x15px\|border \|alt=Espanya\|link=Selecció de futbol d'Espanya\|{{#if:\|]]          | Julio Iglesias |
| -  | DAV  | [[Fitxer:Flag of Catalonia.svg\|23x15px\|border \|alt=Catalunya\|link=Selecció de futbol de Catalunya\|{{#if:\|]] | Delfí Geli     |
| -  | DAV  | [[Fitxer:Flag of Catalonia.svg\|23x15px\|border \|alt=Catalunya\|link=Selecció de futbol de Catalunya\|{{#if:\|]] | Antoni Pinilla |
| -  | MIG  | [[Fitxer:Flag of Catalonia.svg\|23x15px\|border \|alt=Catalunya\|link=Selecció de futbol de Catalunya\|{{#if:\|]] | Pep Guardiola  |
| -  | POR  | [[Fitxer:Flag of Andorra.svg\|23x15px\|border \|alt=Andorra\|link=Selecció de futbol d'Andorra\|{{#if:\|]]        | Lucendo        |
| -  | DAV  | [[Fitxer:Flag of Spain.svg\|23x15px\|border \|alt=Espanya\|link=Selecció de futbol d'Espanya\|{{#if:\|]]          | Onésimo        |
| -  | DAV  | [[Fitxer:Flag of Spain.svg\|23x15px\|border \|alt=Espanya\|link=Selecció de futbol d'Espanya\|{{#if:\|]]          | Quique Martín  |

### Equip tècnic
- Entrenador:  Johan Cruyff
- Segon entrenador:  Carles Rexach
- Tercer entrenador:  Tonny Bruins Slot
- Preparador físic: Ángel Vilda

## Resultats
Una panoràmica de les competicions en què el Barcelona va participar en la temporada 1989-1990.
| Primera Divisió | Copa del Rei | Recopa d'Europa | Supercopa d'Europa |
| --------------- | ------------ | --------------- | ------------------ |
|                 |              |                 |                    |
| Tercer          | Campió       | 1/8 final       | Perd la final      |

## Equipament
Marca esportiva: Meyba
| Titular | Visitant | Alternatiu | Porter |

## Primera Divisió

### Classificació
| Pos | Club              | PJ | PG | PE | PP | GF  | GC | DG | Pts |
| --- | ----------------- | -- | -- | -- | -- | --- | -- | -- | --- |
| 1   | Reial Madrid      | 38 | 26 | 10 | 2  | 107 | 38 | 69 | 62  |
| 2   | Valencia CF       | 38 | 20 | 13 | 5  | 67  | 42 | 25 | 53  |
| 3   | FC Barcelona      | 38 | 23 | 5  | 10 | 83  | 39 | 44 | 51  |
| 4   | Atlètic de Madrid | 38 | 20 | 10 | 8  | 55  | 35 | 20 | 50  |
| 5   | Reial Societat    | 38 | 15 | 14 | 9  | 43  | 35 | 8  | 44  |
| 6   | Sevilla FC        | 38 | 18 | 7  | 13 | 64  | 46 | 18 | 43  |

Pos = Posició; PJ = Partits jugats; PG = guanyats; PE = empatats; PP = Perduts; GF = gols a favor; GC = gols en contra; DG = diferència de gols; Pts = Punts
| Copa d'Europa I | Copa UEFA | Recopa d'Europa |

## Copa del Rei

### Partits
| Copa del Rei                                       |                                   |                         |                                       | |                                     |
| Data estadi i població                             | Equip de casa                     | Resultat                | Autors dels gols                      | Aliniació | Targetes                            |
| 1/8 final                                          |                                   |                         |                                       | |                                     |
| 8 de novembre de 1989 Sant Mamés Bilbao            | Athletic de Bilbao                | 0-1                     | FC Barcelona                          | Zubizarreta López Rekarte (Serna 46 '), Aloísio, Koeman Eusebio, Milla, Bakero, Amor Salinas (Soler 69 '), Laudrup, Begiristain    |                                     |
| 8 de novembre de 1989 Sant Mamés Bilbao            |                                   | 0-1                     | 39' (P) Koeman                        | Zubizarreta López Rekarte (Serna 46 '), Aloísio, Koeman Eusebio, Milla, Bakero, Amor Salinas (Soler 69 '), Laudrup, Begiristain    |                                     |
| 29 de novembre de 1989 Camp Nou Barcelona          | FC Barcelona                      | 1-0                     | Athletic de Bilbao                    | Zubizarreta Aloísio (López Rekarte 26 '), Serna, Koeman Milla, Eusebio, Bakero, Roberto Salinas, Laudrup, Begiristain (Soler 65 ') | Eusebio                             |
| 29 de novembre de 1989 Camp Nou Barcelona          | 77' (P) Koeman                    | 1-0                     |                                       | Zubizarreta Aloísio (López Rekarte 26 '), Serna, Koeman Milla, Eusebio, Bakero, Roberto Salinas, Laudrup, Begiristain (Soler 65 ') | Eusebio                             |
| Final de quarts                                    |                                   |                         |                                       | |                                     |
| 17 de gener de 1990 Estadi d'Atocha Sant Sebastià  | Reial Societat                    | 0-1                     | FC Barcelona                          | Zubizarreta López Rekarte, Koeman, Julio Alberto Amor, Milla, Bakero, Roberto Salinas, Laudrup (Alexanko 61 '), Begiristain        | Milla                               |
| 17 de gener de 1990 Estadi d'Atocha Sant Sebastià  |                                   | 0-1                     | 39 'Salinas                           | Zubizarreta López Rekarte, Koeman, Julio Alberto Amor, Milla, Bakero, Roberto Salinas, Laudrup (Alexanko 61 '), Begiristain        | Milla                               |
| 24 de gener de 1990 Camp Nou Barcelona             | FC Barcelona                      | 3-3 (núm)               | Reial societat                        | Zubizarreta López Rekarte, Aloísio, Koeman Amor (Alexanko 103'), Milla, Bakero, Roberto Salinas (Soler 66 '), Laudrup, Begiristain | Koeman, Aloísio, Amor, Milla        |
| 24 de gener de 1990 Camp Nou Barcelona             | 3 'Bakero 48 'Laudrup 95 'Laudrup | 1-0 1-1 1-2 2-2 2-3 3-3 | 6 'Aldridge 19' Mentxaca 74 'Aldridge | Zubizarreta López Rekarte, Aloísio, Koeman Amor (Alexanko 103'), Milla, Bakero, Roberto Salinas (Soler 66 '), Laudrup, Begiristain | Koeman, Aloísio, Amor, Milla        |
| Semifinals                                         |                                   |                         |                                       | |                                     |
| 7 de febrer de 1990 Camp Nou Barcelona             | FC Barcelona                      | 2-1                     | València                              | Zubizarreta Aloísio, Koeman, Roberto Eusebio, Milla, Bakero (López Rekarte 87 '), Amor Salinas, Laudrup, Begiristain               | Koeman, Begiristain                 |
| 7 de febrer de 1990 Camp Nou Barcelona             | 58' (P) Koeman 84 'Roberto        | 0-1 1-1 2-1             | 34 'Fernando                          | Zubizarreta Aloísio, Koeman, Roberto Eusebio, Milla, Bakero (López Rekarte 87 '), Amor Salinas, Laudrup, Begiristain               | Koeman, Begiristain                 |
| 28 de febrer de 1990 Estadi Luis Casanova València | València                          | 1-1                     | FC Barcelona                          | Zubizarreta Serna, Alexanko, Koeman, Julio Alberto (Urbano 35 ') Eusebio, Bakero, Amor, Roberto Salinas (68 'Laudrup), Begiristain | Serna, Roberto, Bakero, Begiristain |
| 28 de febrer de 1990 Estadi Luis Casanova València | 12 'Giner                         | 1-0 1-1                 | 79 'Koeman                            | Zubizarreta Serna, Alexanko, Koeman, Julio Alberto (Urbano 35 ') Eusebio, Bakero, Amor, Roberto Salinas (68 'Laudrup), Begiristain | Serna, Roberto, Bakero, Begiristain |

### Final
| FC Barcelona           | 2–0 | Reial Madrid |
| ---------------------- | --- | ------------ |
| Amor 68' · Salinas 90' |     |              |

| Barcelona | Reial Madrid |

| FC Barcelona: |    |                              |        |
|               |    |                              |        |
| GK            | 1  | Andoni Zubizarreta           |        |
| CB            | 2  | Aloísio                      | 23'    |
| CB            | 3  | José Ramon Alexanko (capità) | 88'    |
| CB            | 4  | Ronald Koeman                | 61'    |
| RM            | 8  | Eusebio                      |        |
| CM            | 5  | Guillermo Amor               | 6' 70' |
| CM            | 10 | Roberto                      |        |
| LM            | 11 | Txiki Begiristain            |        |
| AM            | 6  | José Mari Bakero             |        |
| CF            | 7  | Julio Salinas                | 51'    |
| CF            | 9  | Michael Laudrup              |        |
| Substituts:   |    |                              |        |
| DF            | 12 | Ricardo Serna                | 23'    |
| MF            | 15 | Miquel Soler                 | 70'    |
| Entrenador:   |    |                              |        |
| Johan Cruyff  |    |                              |        |

| Real Madrid: |    |                       |         |
|              |    |                       |         |
| GK           | 1  | Francisco Buyo        |         |
| RWB          | 2  | Chendo (capità)       |         |
| CB           | 4  | Fernando Hierro       | 21' 45' |
| CB           | 5  | Manuel Sanchís        |         |
| CB           | 6  | Oscar Ruggeri         |         |
| LWB          | 3  | Rafael Gordillo       |         |
| CM           | 8  | Míchel                | 23' 75' |
| CM           | 11 | Bernd Schuster        |         |
| CM           | 10 | Rafael Martín Vázquez |         |
| CF           | 7  | Emilio Butragueño     | 63'     |
| CF           | 9  | Hugo Sánchez          |         |
| Substituts:  |    |                       |         |
| DF           | 12 | Julio Llorente        | 63'     |
| MF           | 14 | Adolfo Aldana         | 75'     |
| Entrenador:  |    |                       |         |
| John Toshack |    |                       |         |

## Supercopa d'Europa

### Anada
| FC Barcelona | 1–1     | AC Milan           |
| ------------ | ------- | ------------------ |
| Amor 67'     | Informe | Van Basten 44' (P) |

| PO           | 1  | Andoni Zubizarreta (capità) |     |
| MC           | 5  | Luis Milla                  |     |
| DF           | 2  | Aloísio Pires               |     |
| DF           | 4  | Ronald Koeman 68'           |     |
| DF           | 3  | Ricardo Serna               |     |
| MC           | 6  | José María Bakero           |     |
| MC           | 8  | Eusebio Sacristán           |     |
| DV           | 9  | Michael Laudrup             |     |
| MC           | 10 | Guillermo Amor 71'          |     |
| DV           | 11 | Aitor Beguiristain          |     |
| DV           | 7  | Julio Salinas               | 65' |
| Substituts:  |    |                             |     |
| DF           | 12 | José Ramón Alexanko         |     |
| PO           | 13 | Juan Carlos Unzué           |     |
| DF           | 14 | Miquel Soler                |     |
| DV           | 15 | Onésimo Sánchez             |     |
| MC           | 16 | Robert Fernández            | 65' |
| Entrenador:  |    |                             |     |
| Johan Cruyff |    |                             |     |

| PO            | 1  | Giovanni Galli            |     |
| DF            | 2  | Mauro Tassotti (capità)   |     |
| DF            | 4  | Stefano Salvatori 48'     |     |
| DF            | 6  | Alessandro Costacurta 77' |     |
| DF            | 3  | Paolo Maldini             |     |
| MC            | 5  | Frank Rijkaard            |     |
| MC            | 7  | Diego Fuser               |     |
| MC            | 11 | Alberigo Evani            |     |
| MC            | 8  | Roberto Donadoni          | 84' |
| DV            | 10 | Daniele Massaro           | 88' |
| DV            | 9  | Marco van Basten          |     |
| Substituts:   |    |                           |     |
| PO            | 12 | Andrea Pazzagli           |     |
| MC            | 15 | Demetrio Albertini        |     |
| MC            | 17 | Christian Lantignotti     |     |
| MC            | 14 | Giovanni Stroppa          | 84' |
| DV            | 16 | Marco Simone              | 88' |
| Entrenador:   |    |                           |     |
| Arrigo Sacchi |    |                           |     |

### Tornada
| AC Milan  | 1–0     | FC Barcelona |
| --------- | ------- | ------------ |
| Evani 55' | Informe |              |

| PO            | 1  | Giovanni Galli              |     |
| DEF           | 2  | Mauro Tassotti (capità) 83' |     |
| DEF           | 6  | Stefano Carobbi             |     |
| DEF           | 4  | Alessandro Costacurta       |     |
| DEF           | 3  | Paolo Maldini               |     |
| MC            | 5  | Frank Rijkaard              |     |
| MC            | 7  | Diego Fuser                 |     |
| MC            | 11 | Alberigo Evani              |     |
| MC            | 8  | Roberto Donadoni            |     |
| DV            | 10 | Daniele Massaro             | 65' |
| DV            | 9  | Marco van Basten            |     |
| Substituts:   |    |                             |     |
| PO            | 12 | Andrea Pazzagli             |     |
| MC            | 13 | Stefano Salvatori           |     |
| MC            | 14 | Angelo Colombo              |     |
| MC            | 15 | Giovanni Stroppa            |     |
| DV            | 16 | Marco Simone                | 65' |
| Entrenador:   |    |                             |     |
| Arrigo Sacchi |    |                             |     |

| PO           | 1  | Andoni Zubizarreta               |     |
| DEF          | 2  | Luis María López Rekarte         | 74' |
| DEF          | 3  | José Ramón Alexanko (capità) 85' |     |
| DEF          | 4  | Luis Milla                       |     |
| DEF          | 5  | Ricardo Serna                    |     |
| MC           | 6  | José María Bakero                |     |
| MC           | 7  | Jordi Roura                      | 10' |
| MC           | 8  | Eusebio Sacristán 54'            |     |
| DV           | 9  | Julio Salinas                    |     |
| DV           | 10 | Robert Fernández                 |     |
| DV           | 11 | Aitor Beguiristain               |     |
| Substituts:  |    |                                  |     |
| DEF          | 14 | Urbano Ortega                    |     |
| PO           | 12 | Juan Carlos Unzué                |     |
| DEF          | 13 | Miquel Soler                     | 10' |
| MC           | 15 | Julio Alberto Moreno             |     |
| DV           | 16 | Onésimo Sánchez                  | 74' |
| Entrenador:  |    |                                  |     |
| Johan Cruyff |    |                                  |     |

## Estadístiques
El jugador amb més partits està marcat en verd, el jugador amb més gols de color groc.
| Jugador             | Lliga | Lliga | Copa del Rei | Copa del Rei | Recopa d'Europa | Recopa d'Europa | Supercopa d'Europa | Supercopa d'Europa | Total | Total |
| Jugador             | PJ    | G     | PJ           | G            | PJ              | G               | PJ                 | G                  | PJ    | G     |
| ------------------- | ----- | ----- | ------------ | ------------ | --------------- | --------------- | ------------------ | ------------------ | ----- | ----- |
| José Ramón Alexanko | 16    | 1     | 4            | 0            | 2               | 0               | 1                  | 0                  | 23    | 1     |
| Aloísio             | 21    | 0     | 5            | 0            | 3               | 0               | 1                  | 0                  | 30    | 0     |
| Guillermo Amor      | 33    | 6     | 6            | 1            | 2               | 0               | 1                  | 1                  | 42    | 8     |
| José Mari Bakero    | 30    | 13    | 7            | 1            | 2               | 0               | 2                  | 0                  | 41    | 14    |
| Txiki Begiristain   | 37    | 10    | 7            | 0            | 4               | 1               | 2                  | 0                  | 50    | 11    |
| Eusebio             | 36    | 3     | 5            | 0            | 4               | 0               | 2                  | 0                  | 47    | 3     |
| Delfí Geli          | 1     | 0     | 0            | 0            | 0               | 0               | 0                  | 0                  | 1     | 0     |
| Julio Alberto       | 14    | 0     | 2            | 0            | 2               | 0               | 0                  | 0                  | 18    | 0     |
| Ronald Koeman       | 36    | 14    | 7            | 4            | 4               | 1               | 1                  | 0                  | 48    | 19    |
| Michael Laudrup     | 33    | 3     | 7            | 2            | 3               | 1               | 1                  | 0                  | 37    | 4     |
| Sergi López         | 10    | 0     | 0            | 0            | 1               | 0               | 0                  | 0                  | 11    | 0     |
| Jesús Lucendo       | 1     | 0     | 0            | 0            | 0               | 0               | 0                  | 0                  | 1     | 0     |
| Luis Milla          | 25    | 1     | 5            | 0            | 3               | 0               | 2                  | 0                  | 35    | 1     |
| Onésimo             | 2     | 0     | 0            | 0            | 1               | 0               | 2                  | 0                  | 5     | 0     |
| Antoni Pinilla      | 1     | 0     | 0            | 0            | 0               | 0               | 0                  | 0                  | 1     | 0     |
| Luis López Rekarte  | 21    | 0     | 5            | 0            | 2               | 0               | 1                  | 0                  | 29    | 0     |
| Roberto             | 33    | 9     | 6            | 1            | 4               | 0               | 2                  | 0                  | 45    | 10    |
| Jordi Roura         | 2     | 0     | 0            | 0            | 1               | 0               | 1                  | 0                  | 4     | 0     |
| Julio Salinas       | 34    | 15    | 7            | 2            | 4               | 1               | 2                  | 0                  | 47    | 18    |
| Ricardo Serna       | 20    | 0     | 4            | 0            | 3               | 0               | 2                  | 0                  | 29    | 0     |
| Miquel Soler        | 27    | 0     | 4            | 0            | 1               | 0               | 1                  | 0                  | 33    | 0     |
| Juan Carlos Unzué   | 3     | 0     | 0            | 0            | 0               | 0               | 0                  | 0                  | 3     | 0     |
| Urbano              | 7     | 0     | 1            | 0            | 1               | 0               | 0                  | 0                  | 9     | 0     |
| Ernesto Valverde    | 12    | 6     | 0            | 0            | 1               | 0               | 0                  | 0                  | 13    | 6     |
| Andoni Zubizarreta  | 35    | 0     | 7            | 0            | 4               | 0               | 2                  | 0                  | 48    | 0     |